# Арпачия

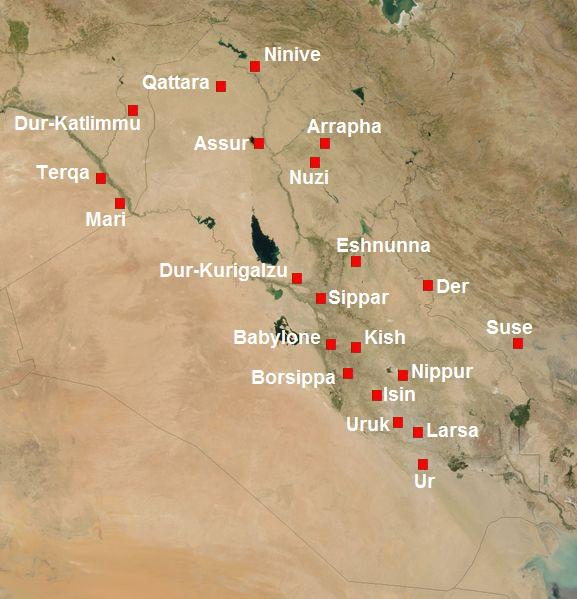
Месопотамия во II тыс. до н. э.

Арпа́чия (Телль-Арпачия, Тепе-Рeшва) — телль, расположенный на территории современного города Мосул в иракской провинции (мухафазе) Найнава. Это доисторический археологический памятник эпохи неолита и энеолита, расположенный в 6 км от более позднего города Ниневия. Местность также известна под персидским названием Тепе-Решва (холм Решва).

## История
Телль был населён в халафский и убейдский периоды. По-видимому, это селение было тесно связано с производством керамики. Обнаруженная здесь керамика послужила основой для реконструкции хронологии халафской культуры.

## Археология
Арпачия представляет собой небольшой курган диаметром до 67 метров и высотой до 5,5 метров. Общий диаметр археологического памятника составляет 125 метров. После того, как в 1928 году памятник посетил Реджинальд Кэмпбелл Томпсон, в 1933 году его раскопки провели Макс Маллован и Джон Крукшенк Роуз из Британской школы археологии в Ираке. В составе экспедиции принимала участие Агата Кристи.
Последние исследования провела в 1976 году группа, которой руководил Исмаил Хаджара.
В Арпачие обнаружены многочисленные сооружения, среди которых — толос и «сожжённый дом». Также была обнаружена серия халафской керамики и несколько погребений убайдского периода.